# 나도옥잠화아과
나도옥잠화아과(--玉簪花亞科, 학명: Medeoloideae 메데올로이데아이[*])는 백합과의 아과이다.

## 하위 분류
- 나도옥잠화속(Clintonia Raf.)
- Medeola Gronov. ex L.